# Hugh Reinagle (Cellist)
Hugh Reinagle (* 1758 oder 1759; † 19. März 1785 in Lissabon) war ein englischer Cellist und Komponist.
Reinagle war einer von vier Söhnen des österreichisch-ungarischen Trompeters Joseph Reinagle. Er studierte Cello bei John Crosdill und Johann Georg Christoph Schetky. 1783 wurde er Mitglied der Royal Society of Musicians. 1784 reiste er mit seinem Bruder, dem Komponisten Alexander Reinagle, nach Lissabon, wo beide im Januar 1785 vor der königlichen Familie auftraten. Im März des gleichen Jahres starb er in Lissabon an Tuberkulose. Von Reinagle sind 6 Favorite Solos for Cello erhalten. 